# 阿布都西克尔·热合木都拉
阿布都西克尔·热合木都拉（1968年7月—），男，维吾尔族，新疆吐鲁番人，中国伊斯兰教人物，现任中国伊斯兰教协会副会长，乌鲁木齐市政协副主席。